# Brian Robinson
Brian Robinson   (Mirfield, 3 de novembre de 1930 - 25 d'octubre de 2022) va ser un ciclista anglès que fou professional entre 1952 i 1963. Durant la seva carrera aconseguí una quinzena de victòries. El  1958 fou el primer ciclista anglès en guanyar una etapa al Tour de França. El 1959 en guanyà una altra. El 1961 guanyà el Critèrium del Dauphiné Libéré.
La seva filla Louise també es dedicà al ciclisme.

## Palmarès
- 1954
  - Vencedor d'una etapa del Tour d'Europa
- 1955
  - 1r a la Volta als Penins
- 1957
  - 1r al Gran Premi de Niça
  - 1r al Gran Premi de la Forteresse i vencedor de la prova D
- 1958
  - Vencedor d'una etapa al Tour de França
  - Vencedor d'una etapa al Tour del Sud-est
  - 1r del Gran Premi de la Muntanya a la París-Niça
  - 1r de la prova de persecució a Getxo, amb Jacques Anquetil
  - 1r a l'òmnium de Getxo amb Jacques Anquetil
- 1959
  - Vencedor d'una etapa al Tour de França
- 1960
  - Vencedor d'una etapa al Tour de l'Aude
  - Vencedor d'una etapa del Midi Libre
- 1961
  - 1r del Critèrium del Dauphiné Libéré i vencedor de 2 etapes
  - Vencedor d'una etapa del Circuit d'Alvèrnia

### Resultats al Tour de França
- 1955. 29è de la classificació general
- 1956. 14è de la classificació general
- 1957. Abandona (5a etapa)
- 1958. Abandona (20a etapa). Vencedor d'una etapa
- 1959. 19è de la classificació general i vencedor d'una etapa
- 1960. 26è de la classificació general
- 1961. 53è de la classificació general

### Resultats a la Volta a Espanya
- 1956. 8è de la classificació general
- 1959. Abandona